# Giustino
Giustino é uma comuna italiana da região do Trentino-Alto Ádige, província de Trento, com cerca de 694 habitantes. Estende-se por uma área de 40 km², tendo uma densidade populacional de 17 hab/km². Faz divisa com Vermiglio, Pinzolo, Spiazzo, Strembo, Carisolo, Caderzone, Massimeno, Stenico e Bleggio Inferiore.